# West Air Luxembourg
West Air Luxemburg és una aerolínia filial de West Air, l'aerolínia de càrrega amb base a Göteborg, Suècia. La companyia va ser fundada el 2002 per West Air Sweden i opera principalment com a alimentadora aèria per a companyies de transport d'enviaments urgents com TNT, DHL, Fedex i UPS. La companyia opera una flota de set Bae ATP i un ATR-72

## Història
West Air va ser fundada el 1962, per l'empresa sueca importadora de cafè Anders Löfberg. Va començar usant en aquell moment un Navajo PA31 per creuar de manera ràpida i eficient Escandinàvia per promocionar els seus productes. 33 anys més tard –1995- West Air va ser adquirida pels actuals propietaris. Quan el 1996 els Reals Telègrafs Suecs garantiren diverses rutes a la companyia de transport de correu aeri dins del territori suec, West Air va descobrir la seva veta de mercat – vols nocturns efectuats per avions de fuselatge estret.
Quan la demanda de servei va créixer, West Air va començar a operar un nombre cada vegada major d'avions HS748 en la versió de càrrega. Tenien una capacitat de cinquanta-cinc metres cúbics i una capacitat de càrrega de pagament de fins a 6.300 kg, la qual cosa els convertia en uns avions idonis per al transport de correu aeri.
El 1997 West Air va construir els seus propis hangars i Centre de Control d'Operacions a l'aeroport de Hovby prop de Lidköping, mentre que les oficines van ser traslladades a Göteborg.
L'any 2000 la reeixida flota de HS748 no era suficient per atendre la gran demanda. L'Eurofreighter ATPF de Bae va ser el successor del HS748, també fabricat per British Aerospace Ltd. va començar la seva conversió el maig de 2000. Finalment el vol inaugural va tenir lloc al setembre de 2000. L'increment de capacitat xifrada en uns setanta metres cúbics, incrementava el màxim de càrrega de pagament fins als 8.600 kg va respondre sense problemes a la demanda d'agents postals i de càrrega.

## Flota
La flota de West Air Luxembourg es compon de les següents aeronaus (a 1 de desembre de 2010):